# Marcel Boulenger
Marcel Jacques Amand Romain Boulenger (Paris, 9 de setembro de 1873 – 21 de maio de 1932) foi um esgrimista francês, medalhista olímpico.
Marcel Boulenger representou seu país nos Jogos Olímpicos de Verão de 1900. Conseguiu a medalha de bronze no florete.